# 第二届阿里·沙斯特罗阿米佐约内阁
第二届阿里·沙斯特罗阿米佐约内阁是印度尼西亚共和国第16届内阁，也是阿里·沙斯特罗阿米佐约总理领导的最后一届内阁，1956年3月26日成立，1957年3月14日总辞职。除阿里总理外，该届内阁的主要领导人还有两位副总理穆罕默德·鲁姆和伊达姆·哈立德，故又称阿里－鲁姆－伊达姆内阁。

## 组成

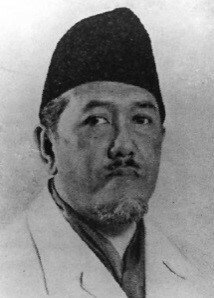
阿里总理兼防长

### 领导层
- 总理兼国防部长：阿里·沙斯特罗阿米佐约（印度尼西亚民族党）
- 第一副总理：穆罕默德·鲁姆（马斯友美党）
- 第二副总理：伊达姆·哈立德（伊斯兰教师联合会）

### 部长
- 外交部长：鲁斯兰·阿卜杜勒加尼（印度尼西亚民族党）
- 内政部长：苏纳约（伊斯兰教师联合会）
- 司法部长：穆尔亚特诺（马斯友美党）
- 新闻部长：苏迪布约（印度尼西亚伊斯兰联盟党）
- 财政部长：优素福·维比索诺（马斯友美党）
- 农业部长：厄尼·卡里姆（印度尼西亚民族党）
- 经济事务部长：布哈努丁（伊斯兰教师联合会）
- 交通部长：苏赫亚尔·特贾苏克马纳（马斯友美党）
- 公共工程与人力资源部长：庞厄兰·穆罕默德·努尔（马斯友美党）
- 劳工部长：萨比拉尔·拉斯亚德（印度尼西亚民族党）
- 社会事务部长：法塔赫·亚辛（伊斯兰教师联合会）
- 教育与文化部长：萨里诺·芒温普拉诺托（印度尼西亚民族党）
- 宗教事务部长：穆罕默德·伊利亚斯（伊斯兰教师联合会）
- 卫生部长：汉德里亚努斯·西纳加（印度尼西亚基督教党）
- 土地事务部长：A·A·苏哈尔迪（印度尼西亚天主教党）

### 国务部长
- 前自由战士事务国务部长：达赫兰·易卜拉欣（印度尼西亚独立支持者联盟）
- 总务国务部长：鲁斯利·阿卜杜尔·瓦希德（伊斯兰教同盟）
- 计划事务国务部长：朱安达·卡塔维查亚（无党派）

### 初级部长
- 农业部初级部长：谢赫·马尔哈班（印度尼西亚伊斯兰联盟党）
- 经济事务部初级部长：F·F·温巴斯（印度尼西亚基督教党）
- 交通部初级部长：A·B·德·罗扎里（印度尼西亚天主教党）

## 变动
- 1956年4月30日苏加诺总统发布第111号总统令，改前自由战士事务国务部长为退伍军人事务国务部长，同年12月26日达赫兰·易卜拉欣国务部长辞职。
- 1957年1月9日，来自马斯友美党的五位阁员，即穆罕默德·鲁姆、优素福·维比索诺、穆尔亚特诺、苏赫亚尔·特贾苏克马纳和庞厄兰·穆罕默德·努尔集体辞职。朱安达代理财政部长、苏纳约代理司法部长，苏哈尔迪代理公共工程与人力资源部长。
- 总务国务部长鲁斯利·阿卜杜尔·瓦希德于1957年1月15日辞职。
- 外交部长鲁斯兰·阿卜杜勒加尼1957年1月28日至3月14日暂停职务，期间由阿里·沙斯特罗阿米佐约总理代理外长。
- 新闻部长苏迪布约与农业部初级部长谢赫·马尔哈班于1957年3月13日被免职，第二副总理伊达姆·哈立德代理新闻部长。